# Lunar Gateway

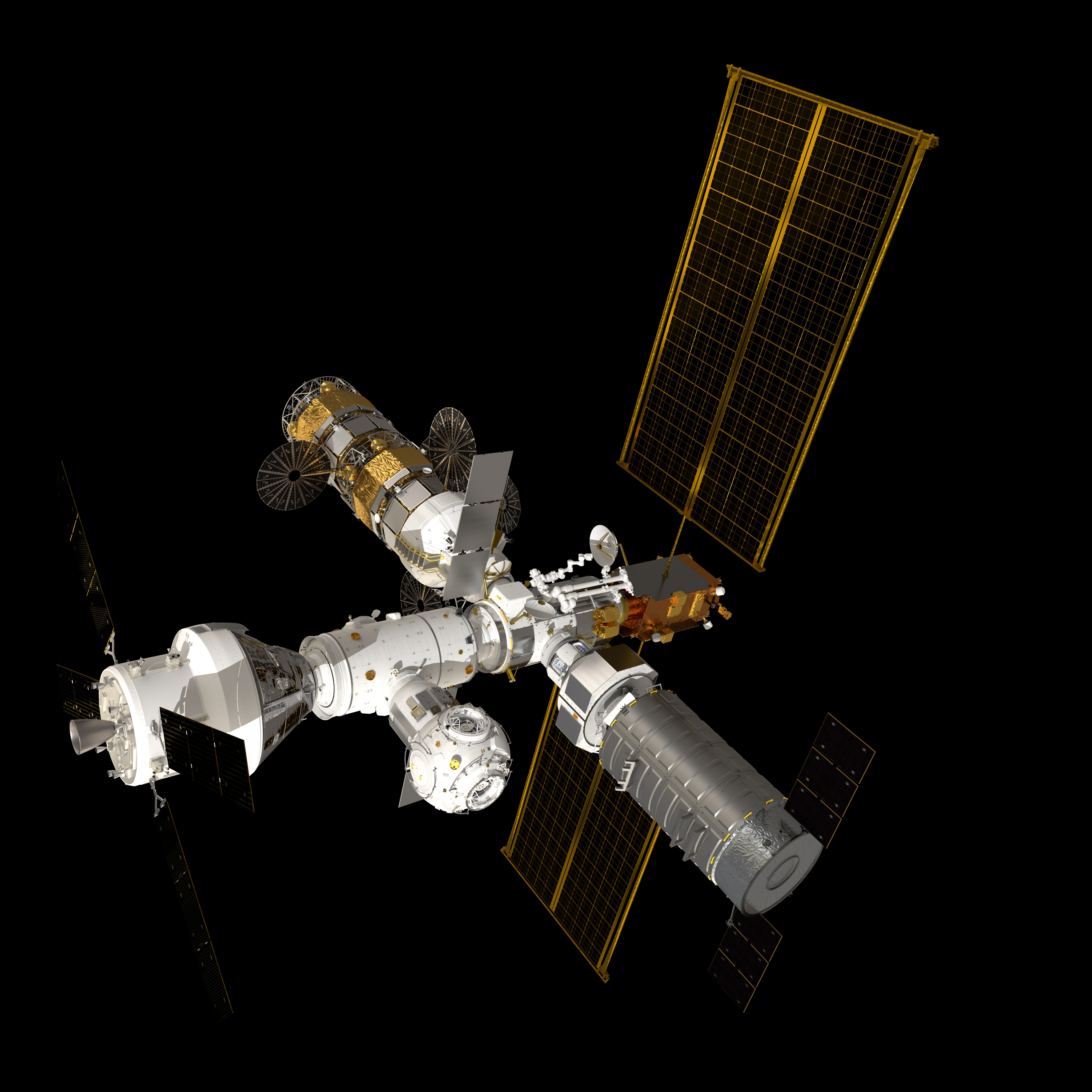
La configuration de la plate-forme orbitale lunaire, telle qu'elle figure dans la présentation HEOMD du 6 septembre 2018.

La Lunar Gateway ou plus simplement Gateway (anciennement Lunar Orbital Platform-Gateway (« portail en orbite lunaire ») ou LOP-G, anciennement Deep Space Gateway (« portail sur l'espace lointain »)), est un projet de station spatiale placé en orbite sélénocentrique proposé en 2017 par la NASA. La station a initialement pour objectif de préparer les astronautes aux expéditions dans l'espace interplanétaire (Lune, Mars) en leur permettant d'y séjourner une cinquantaine de jours ainsi que de roder le fonctionnement d'un engin spatial loin du support procuré par la Terre. En 2019, la NASA lance le programme Artemis, dont l'objectif est de ramener des hommes à la surface de la Lune initialement dès 2024. Dans le cadre de ce projet, il est prévu que la station spatiale serve de relais entre la Terre et la surface lunaire pour les équipages et certains équipements.
Dans l'état actuel du projet, la Lunar Gateway doit comprendre dans une première phase (2025) deux modules : PPE (Power and Propulsion Element) regroupe des fonctions de support (télécommunications, énergie et propulsion) tandis que HALO (Habitation and Logistics Outpost) sert de module d'habitation. Deux autres modules, ESPRIT et I-HAB, fournis par l'Europe et le Japon, doivent permettre d’accroître les capacités (ergols, télécommunications, sas scientifique) et le volume habitable de la station spatiale. Ces modules doivent être lancés par les fusées Falcon Heavy et SLS. La station spatiale doit circuler sur une orbite dite NRHO (orbite de halo presque rectiligne) de période orbitale de sept jours (3 000 - 70 000 km), qui présente l'avantage d'être très stable et de réduire les interruptions des liaisons avec la Terre.

## Historique
Le développement de la station spatiale lunaire Lunar Gateway vise initialement à donner un objectif au programme spatial habité américain à la suite de l'abandon en 2010 du programme Constellation, qui devait ramener des hommes sur la Lune) et, en 2017, de la mission ARM (détournement d'un petit astéroïde géocroiseur). À la suite de la réactivation en 2019 des ambitions lunaires par le président Trump (programme Artemis), la station spatiale lunaire doit servir de relais entre la Terre et la surface de la Lune.

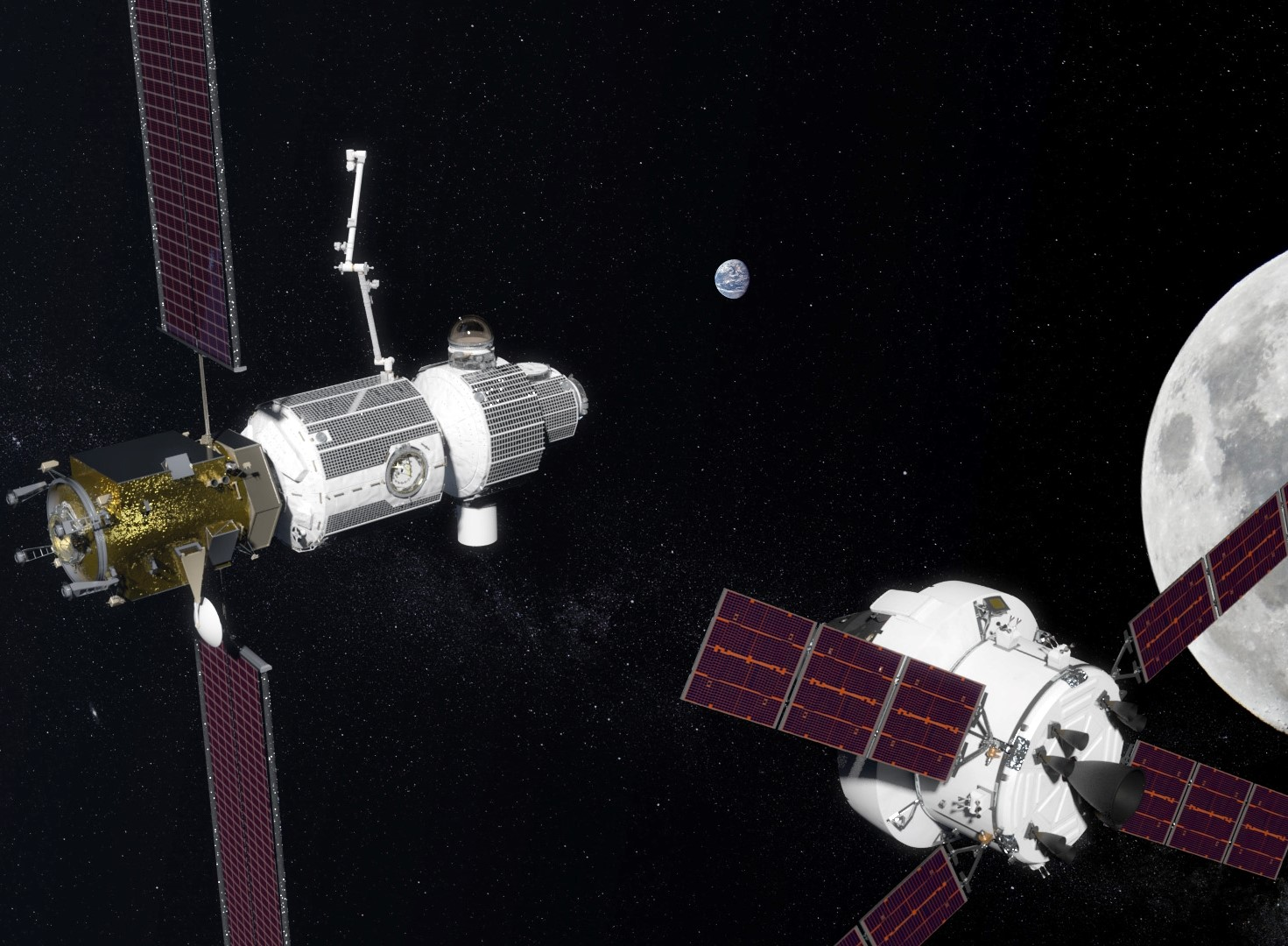
Vue d'artiste d'un vaisseau Orion visitant la station Lunar Orbital Platform-Gateway.

### Abandon par la NASA de l'Asteroid Redirect Mission
En 2010, l'arrêt pour raisons budgétaires du programme Constellation, dont l'objectif est de ramener l'homme sur le sol lunaire, semble annoncer le repli du programme spatial habité américain sur l'orbite terrestre basse. Toutefois la même année, la NASA décide de poursuivre le développement d'un lanceur lourd SLS et du vaisseau spatial Orion. Ces engins spatiaux doivent être utilisés pour réaliser des missions interplanétaires d'une complexité croissante dans le but de déposer des hommes sur Mars. La stratégie ainsi définie, baptisée « Flexible Path » est beaucoup plus progressive que ce qui était envisagé dans les projets martiens antérieurs. Avant de poser l'homme sur Mars, il est prévu de mener des missions autour de la Lune, sur des astéroïdes proches puis sur la lune martienne Phobos pour mettre au point les matériels et gagner en expérience. Les premières missions de SLS et Orion à destination de l'espace cislunaire sont progressivement définies au cours des années suivantes. Toutefois la stratégie d'exploration du système martien reste vague. La première mission est l'envoi d'un équipage à la surface d'un astéroïde géocroiseur : l'Asteroid Redirect Mission doit combiner l'étude in situ de cet objet et tester les nouveaux matériels notamment en déplaçant une roche de 4 mètres de diamètre située à la surface de l'astéroïde pour la placer sur une orbite lunaire. Toutefois en interne à la NASA comme au Congrès peu de personnes soutiennent cette mission et celle-ci est finalement annulée en juin 2017. Cette annulation replace la Lune au cœur du programme spatial habité.

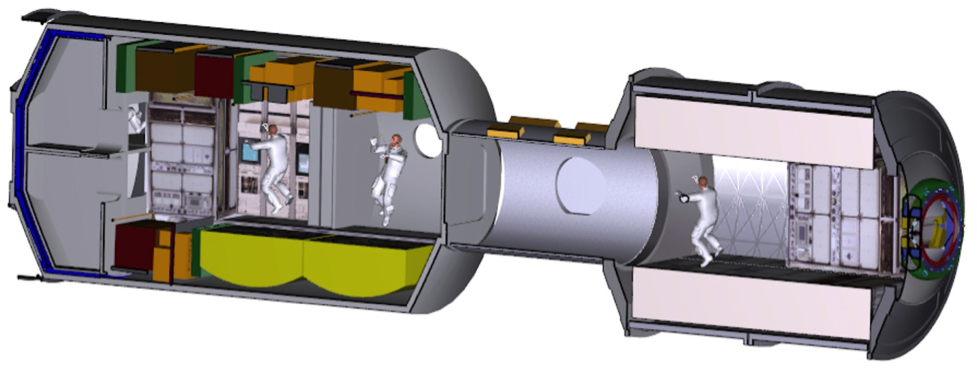
Schéma d'un vaisseau conçu pour permettre un séjour de 500 jours dans l'espace interplanétaire.

En parallèle, à compter de 2012, la NASA réalise plusieurs études d'un engin spatial de grande taille (le Deep Space Habitat ou DSH) qui doivent permettre à des équipages d'effectuer des séjours de longue durée (de 60 à 500 jours) dans l'espace interplanétaire dans le cadre de missions à destination des astéroïdes géocroiseurs, de la Lune et de Mars. Les engins spatiaux étudiés fournissent un espace habitable et reprennent certains des concepts mis au point pour les modules de la Station spatiale internationale. Ils doivent être lancés par le lanceur géant Space Launch System et fonctionner avec le vaisseau Orion. Ils utilisent le système d'amarrage IDSS

### Regain d'intérêt pour la Lune des agences spatiales russe et européenne
La Russie annonce au milieu de la décennie 2010 qu'elle projette de développer une station orbitale lunaire, la Lunar Orbital Station et d'envoyer des humains à la surface de la Lune à l'horizon 2030 en utilisant le vaisseau Federatsia en cours de développement. De son côté, l'Agence spatiale européenne lance en 2015 l'idée d'un village lunaire, c'est-à-dire d'une base permanente sur la Lune développée par l'ensemble des nations spatiales.

### Lancement du projet
En avril 2017, la NASA précise la stratégie de son programme spatial habité. Elle annonce le développement d'une station spatiale placée en orbite lunaire baptisée Deep Space Gateway (DSG). Celle-ci peut accueillir des équipages pour une durée de 42 jours. Elle comprendra un module d'habitation, un module de propulsion et éventuellement un module servant de sas. La station DSG est assemblée à partir de composants transportés par le lanceur lourd SLS et est desservie par le vaisseau Orion. Il est prévu que, dans une première phase, les équipages qui doivent occuper la station à partir de 2025 l'utilisent pour apprendre à vivre et à travailler en orbite lunaire et se préparer ainsi aux missions à destination de la planète Mars. Cette phase permettra également de réaliser des rendez-vous orbitaux loin de l'orbite terrestre basse. La NASA indique qu'elle compte faire appel aux entreprises privées et aux partenaires internationaux pour les missions de ravitaillement. Les missions utilisant la station spatiale doivent constituer une répétition avant l'envoi de missions vers Mars qui constituent l'objectif final du programme. Pour transporter les équipages jusqu'à Mars, l'agence spatiale prévoit de développer un vaisseau spatial de grande taille, le Deep Space Transport. Celui-ci sera lancé vers la station lunaire par une fusée SLS, complètera son ravitaillement à son arrivée, avant d'être lancé vers Mars avec un équipage de quatre à cinq personnes,,. Le 1er novembre 2017, la NASA signe des contrats avec plusieurs industriels (Boeing, Lockheed Martin, Northrop Grumman, Sierra Nevada et MacDonald, Dettwiler) pour mener des études de conception du module de propulsion (PPE) de la future station spatiale.
Le 11 mars 2019, Jim Bridenstine, administrateur de la NASA, dévoile les grands axes du programme Explore Moon To Mars lors d'une conférence au centre spatial Kennedy qui replace le programme de la station spatiale lunaire dans la stratégie à long terme du programme spatial habité américain. L'envoi d'astronautes vers la planète Mars est prévu à l'horizon 2030 après une décennie passée à l'étude des séjours longue durée dans l'espace, en orbite autour de la Lune.

### Développement

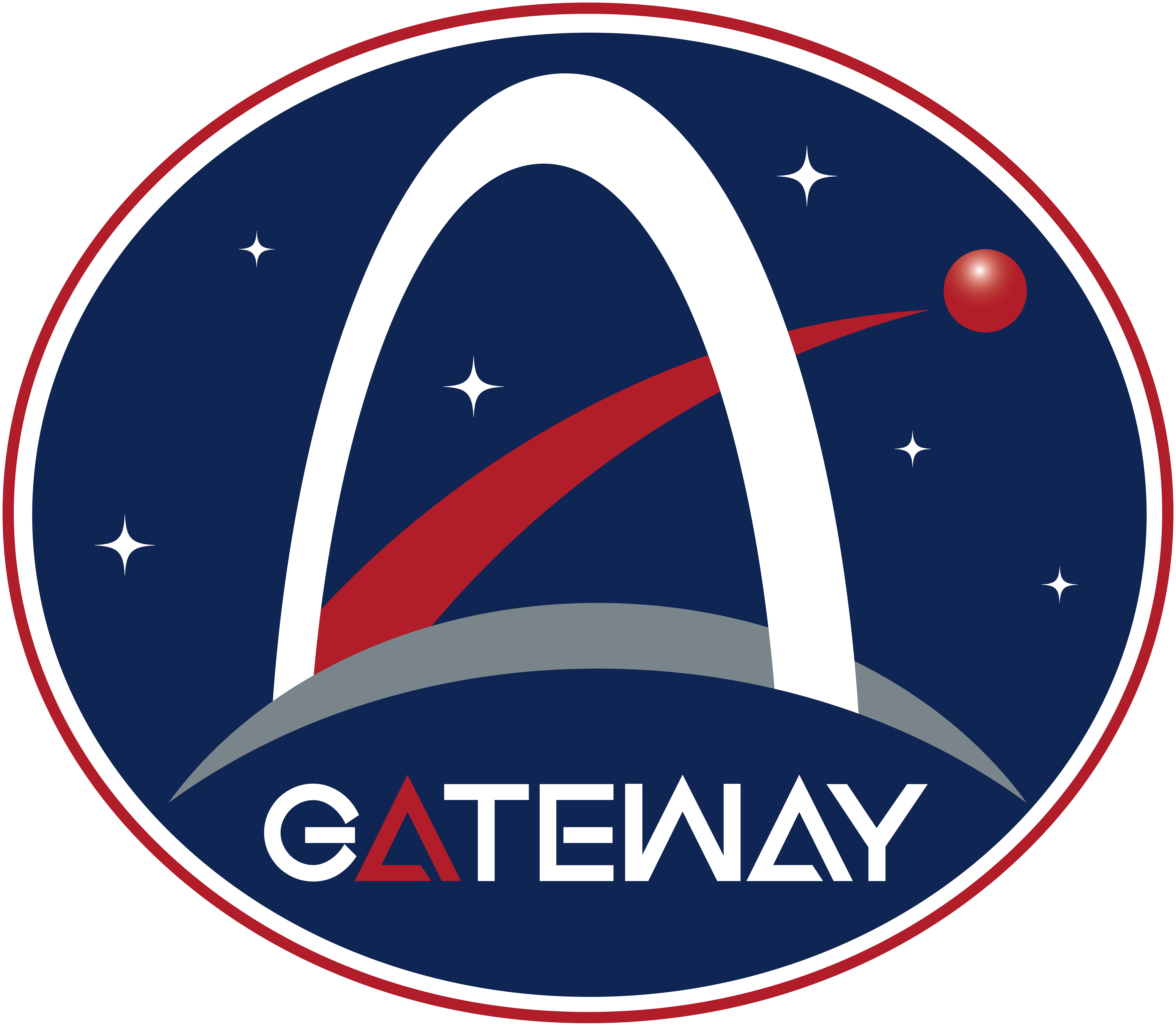
Logo du projet Lunar Gateway.

Le premier budget consacré au développement de la station spatiale lunaire, qui est rebaptisé à cette occasion Lunar Orbital Platform – Gateway, est soumis en 2018. Un montant de 504 millions de dollars américains est affecté au projet pour l'année 2019 tandis que 2,7 milliards doivent être dépensés d'ici 2023. La station doit comprendre dans sa configuration initiale deux modules : le module PPE (Power/Propulsion Module) prend en charge les fonctions de propulsion et de production d'énergie tandis que le module HALO (Habitation and Logistics Outpost) sert de logement aux astronautes. Deux modules supplémentaires, un sas et un module logistique, sont prévus dans un deuxième temps. En mai 2019, la NASA sélectionne Maxar Technologies pour la réalisation du module PPE pour un montant de 375 millions de dollars. La réalisation du second module HALO est confiée à Northrop Grumman. Début 2021, la NASA sélectionne la fusée Falcon Heavy de SpaceX pour le lancement des deux modules qui doit avoir lieu en 2025.
En mars 2020, la NASA passe commande auprès de la société SpaceX d'une version dérivée du cargo spatial SpaceX Dragon, baptisée SpaceX Dragon XL, pour assurer le ravitaillement de la station spatiale lunaire. Le vaisseau doit permettre le transport de 3,4 tonnes de fret pressurisé et de une tonne de fret non pressurisé. Il sera lancé par une fusée Falcon Heavy. Le vaisseau ne revient pas sur Terre mais est chargé de déchets au bout d'une durée maximale de un an et se place en orbite héliocentrique à la fin de sa mission. La NASA n’apporte aucune précision sur le budget alloué à cette commande et sur le nombre d'engins nécessaires pour assurer le support de la station spatiale.

### Coopération internationale
Pour ce projet, la NASA souhaite poursuivre la politique de coopération internationale mise en œuvre pour la construction et l'exploitation de la Station spatiale internationale. La Russie, partenaire principal dans cette dernière, donne son accord en septembre 2017. Mais en janvier 2021, Dmitri Rogozine, responsable de l'agence spatiale russe Roscosmos, annonce que la Russie a décidé de ne pas participer à ce projet qu'elle trouve trop lié aux intérêts américains.
L'agence spatiale canadienne est la première organisation à confirmer sa participation au programme. Le Canada est chargé de fournir un bras robotique, Canadarm3, aux fonctionnalités similaires à celles de Canadarm 2 en service à bord de la Station spatiale internationale.

### Le programmeArtemiset la station spatiale
Les plans de la NASA sont en partie modifiés par la décision en avril 2019 du président américain Donald Trump d'accélérer son programme lunaire. Celui-ci fixe à 2024 la date du retour des astronautes sur le sol lunaire. Pour répondre aux demandes du président, l'agence spatiale américaine lance le programme Artemis qui s'appuie en partie sur les développements déjà lancés dont la station spatiale lunaire. Dans ce nouveau contexte, la Lunar Gateway doit servir de relais entre la Terre et la surface de la Lune. Toutefois en mars 2020, la NASA décide que, pour que l'assemblage de la station spatiale ne constitue pas une source de blocage, les premières missions vers le sol lunaire pourront être réalisées sans passer par la station spatiale lunaire. Dans le cahier des charges du vaisseau lunaire HLS chargé de déposer les astronautes sur le sol lunaire, un rendez-vous en orbite lunaire entre le vaisseau Orion et le HLS est une option pour laquelle le candidat peut opter. Par contre, pour les missions dites « durables » à compter de 2028, la station lunaire devient obligatoire notamment pour permettre la réutilisation de tout ou partie du vaisseau lunaire. Pour les premières missions du programme Artemis, la priorité est donnée aux deux modules nécessaires pour les missions qui doivent se dérouler sur le sol lunaire, les modules PPE et HALO.

## Orbite

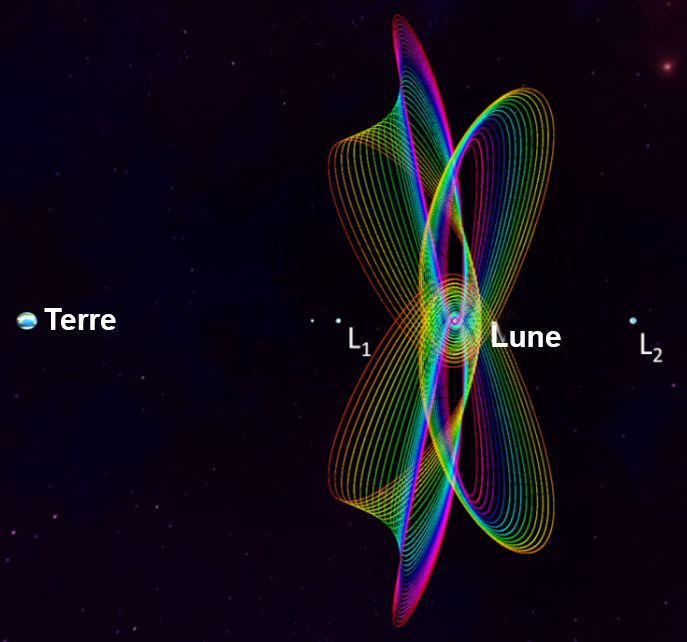
La station spatiale lunaire est positionnée sur une orbite NRHO. Ce schéma montre les orbites NRHO L1 et L2 nord et sud. L'orbite retenue est une L2 sud.

La station lunaire Lunar Gateway est placée sur une orbite rectilinéaire autour de la Lune (orbite de Halo). Ses composantes diverses doivent être lancées par l'intermédiaire du lanceur spatial lourd américain Space Launch System, ou des lanceurs russes Proton ou Angara. La station est desservie par le vaisseau Orion de la NASA et de l'ESA puis, ultérieurement par le Federatsia russe. Le transport de fret peut se faire à l'aide de cargos dérivés de l'HTV japonais ou du Cygnus américain de Northrop Grumman.
La station spatiale est placée sur une orbite autour de la Lune dite NRHO (Near Rectilinear Halo Orbit). C'est une orbite de halo dont la période orbitale est de 7 jours, le périsélène (le point le plus proche de la Lune) est de 3 000 km et l'aposélène de 70 000 km. Cette orbite est sélectionnée parce qu'elle présente plusieurs avantages, :
- elle est très stable, c'est-à-dire qu'elle réduit fortement la quantité d'ergols nécessaire pour corriger son orbite : la correction de vitesse nécessaire pour la maintenance de l'orbite est de 1,86 mm/s par orbite. Cette valeur ne prend pas en compte les perturbations diverses que subit tout engin spatial dans l'espace quelle que soit sa trajectoire, en particulier la pression solaire ;
- cette orbite permet à la station spatiale d'être en permanence visible de la Terre, c'est-à-dire que celle-ci n'est jamais masquée par la Lune. Les liaisons radio ne sont donc jamais interrompues ;
- il n'y a aucune éclipse du Soleil par la Terre. Celles-ci sont les plus gênantes car elles peuvent atteindre une durée de 2,6 heures en cas d'éclipse totale, ce qui dépasse les capacités des batteries du vaisseau Orion et de la station spatiale lunaire (les batteries doivent prendre le relais des panneaux solaires durant les éclipses) ;
- cette orbite comporte quelques éclipses du Soleil par la Lune chaque année, mais leur durée n'excède pas 80 minutes.

Pour vérifier la stabilité de cette orbite, la sonde spatiale CAPSTONE a été lancée le 28 juin 2022, exceptionnellement depuis la Nouvelle-Zélande.
- Orbite de la station spatiale lunaire
- Simulation montrant l'orbite de la station spatiale, la Lune servant de point fixe.
- Simulation montrant l'orbite de la station spatiale vue par un observateur placé au-dessus du pôle Nord de la Lune.

## Caractéristiques techniques
Pour les premières missions du programme Artemis, la priorité est donnée aux deux modules nécessaires pour les missions qui doivent se dérouler sur le sol lunaire, les modules PPE et HALO. À terme, la station spatiale lunaire comprendra également les modules ESPRIT (télécommunications, propulsion et sas scientifique) et I-HAB (habitation).

### Module PPE (énergie et propulsion)
Le module PPE (Power and Propulsion Element) produit l'énergie et permet la propulsion de la station. Ce module a une masse comprise entre huit et neuf tonnes. La production électrique est assurée par des panneaux solaires fournissant 50 kW d'électricité et la propulsion est fournie par des moteurs ioniques de 12 kW complétés par des moteurs-fusées à ergols liquides. Le module dispose également de systèmes de télécommunications permettant d'assurer la liaison avec la Terre d'une part et la surface de la Lune d'autre part. La construction de ce module a été confiée en mai 2019 à la société Maxar Technologies (autrefois SSL) pour un montant de 375 millions US$. Le module devait être mis à disposition pour un lancement initialement prévu fin 2022, date remise actuellement à 2025.

### Module HALO (habitation)
Le module d'habitation HALO (Habitation and Logistics Outpost) également baptisé MHM (Minimal Habitation Module) sert de module d'habitation. Développé par la société Northrop Grumman, il est inspiré du cargo spatial Cygnus. De forme cylindrique, il comporte deux ports d'amarrage radiaux pour permettre l'amarrage du vaisseau Orion et des cargos chargés du ravitaillement et deux autres ports d'amarrage dans l'axe pour se fixer aux autres modules de la station spatiale. Le module pressurisé dispose d'un système de communications, d'un système de support de vie permettant à un équipage de quatre personnes de vivre durant 30 jours dans le volume fourni par ce module et le vaisseau Orion. Le module HALO doit être fourni par Northrop Grumman de manière à permettre son lancement fin 2025. Le 20 février 2025, la structure primaire pressurisée du module HALO est présentée dans le centre de production de Thales Alenia Space, à Turin avant son expédition vers les Etats-Unis.

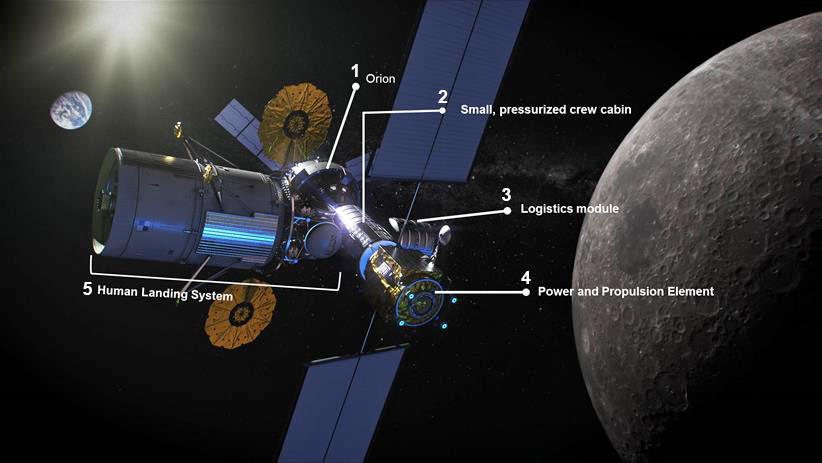
La station spatiale lunaire sera en 2025 limitée à deux modules : le module d'habitation HALO (2 sur le schéma) et le module fournissant l'énergie et la propulsion PPE (4). Sur le schéma sont amarrés les autres vaisseaux impliqués dans les premières missions Artemis : un vaisseau de ravitaillement (3), le vaisseau Orion (1) et le vaisseau lunaire (5), qui doit déposer l'équipage sur la Lune.

### Module I-HAB (habitation)
Le Cislunar Habitation Module, International Habitation Module (I-HAB), est utilisé pour les séjours de longue durée à bord de la station spatiale. Il est conçu pour accueillir jusqu'à quatre astronautes,. Ce module est en conception (phase A/B1) en parallèle par Airbus et Thales Alenia Space.

### Module ESPRIT (télécommunications et propulsion)
ESPRIT (European System Providing Refueling, Infrastructure and Telecommunications) permet le stockage des ergols, d'assurer la propulsion et les télécommunications et pourrait comporter un sas à expériences. Il est lancé avec le PPM. Comme pour i-HAB, l'Agence spatiale européenne lance deux études (phase A/B1) en parallèle avec Airbus et Thales Alenia Space.

### Autres modules
D'autres modules sont à l'étude, mais leur développement n'est pas lancé en 2022.
- Le Gateway Logistics Module est utilisé pour des expériences et la logistique à bord de la station spatiale. L'équipement inclut un bras robotisé. Il doit être envoyé pendant la mission Artemis III[27].
- Le Gateway Airlock Module est utilisé pour effectuer les sorties extravéhiculaires (EVA). Il aurait pu être fourni par la Russie[36] si elle avait maintenue sa participation au programme. Il doit être envoyé pendant la mission Artemis 4[27].
- Des habitats additionnels peuvent être développés par le Japon ou la Russie (si elle avait maintenue sa participation au programme).
- Le Canadarm 3, fourni par l'Agence spatiale canadienne, est similaire au Canadarm 2 en fonction à bord de la Station spatiale internationale. Long de 8,5 mètres et d'une masse de 715 kilogrammes, il dispose de sept degrés de liberté. Il est équipé de six caméras en couleurs et 4K dont deux panoramiques (360°). Les éléments du bras pourront être détachés et réparés à l'intérieur de la station spatiale[19].

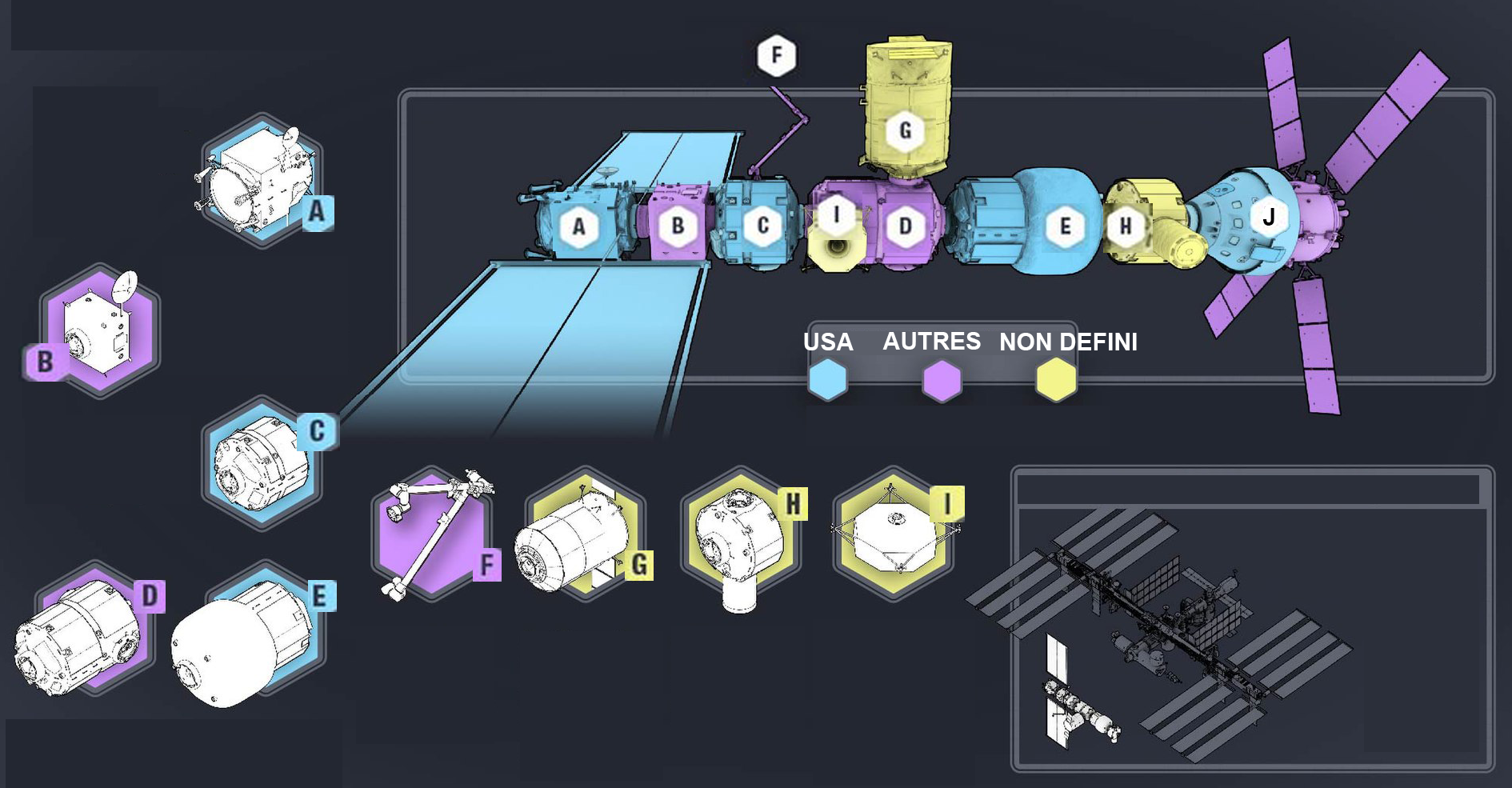
Configuration de la station spatiale lunaire dans sa configuration finale (proposée en juillet 2018) : A Module propulsion et génération électrique - B ESPRIT ; sas scientifique, stockage, télécommunications, réservoirs ergols - C Petit volume pressurisé pour agrandir la partie habitable - D et E Modules d'habitation - F Bras robotique - G Stockage des consommables et des équipements - H Sas - I Véhicule assurant les transports entre la surface lunaire et la station pour transporter des petits frets - J Vaisseau Orion. Dans l'encadré en bas à droite comparaison de la taille la station spatiale lunaire et de celle de la station spatiale internationale.

L'Agence spatiale européenne peut proposer le port d'amarrage standardisé qu'elle développe[Quand ?] avec la société britannique QinetiQ : l'International Berthing and Docking Mechanism, mise en application de la norme International Docking System Standard (IDSS, mécanisme international d'accostage et d'amarrage). Ce standard doit également être adopté par la Russie et le secteur privé, ce qui laisse à penser qu'il devient une norme internationale. L'Agence spatiale canadienne souhaite tester une voile solaire à bord de l'avant-poste.

### Cargo spatial SpaceX Dragon XL

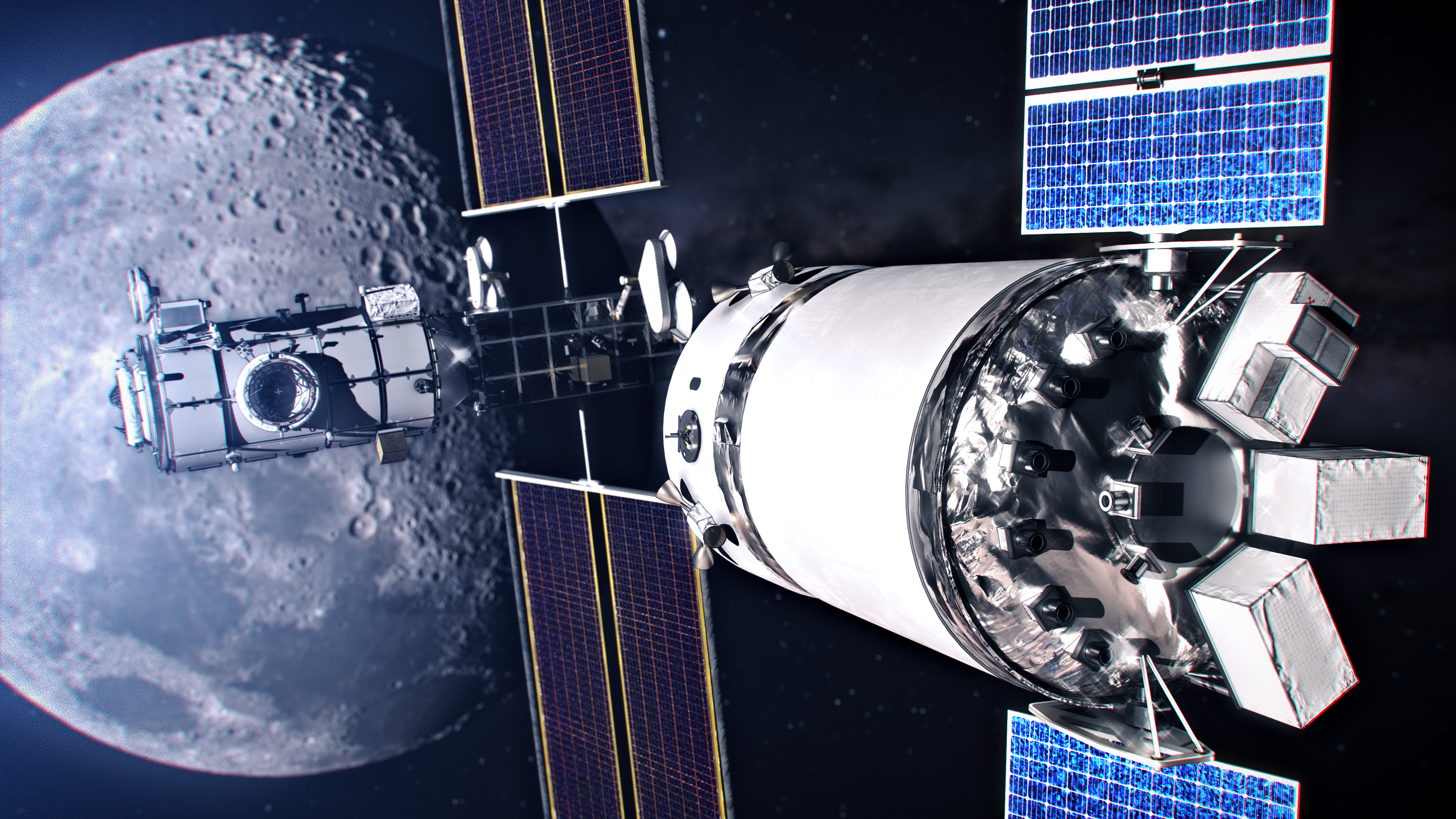
Un cargo spatial Dragon XL en approche de la station spatiale lunaire (vue d'artiste).

Le futur cargo spatial SpaceX Dragon XL est chargé de transporter le fret (consommables, pièces détachées) de la Terre jusqu'à la station spatiale lunaire. Au retour, il doit emporter les déchets et se placer sur une orbite héliocentrique. Ce cargo spatial est dérivé du SpaceX Dragon utilisé pour ravitailler la station spatiale internationale. Pour la mission lunaire, il doit être lancé par la fusée Falcon Heavy. Selon le cahier des charges de la NASA, l'engin spatial doit être capable de transporter au moins 3,4 tonnes de fret dans sa soute pressurisée et une tonne fixée à l'extérieur. Il sera capable de rester au moins un an amarré à la station spatiale lunaire en fournissant ainsi un volume supplémentaire à l'équipage. En 2023 il est encore en phase de développement.

## Déploiement de la station spatiale
Le lancement de la station spatiale doit être effectué par les lanceurs Falcon Heavy et SLS. Ce dernier est utilisé dans sa version Bloc 1B, plus puissante que la Bloc 1. Ce surcroit de puissance est utilisé pour lancer simultanément le vaisseau spatial Orion avec son équipage et un des modules de la station spatiale. Le lancement de la station spatiale doit débuter en 2025.
| Date lancement | Mission    | Lanceur      | Composants lancés | Remarque                                      |
| -------------- | ---------- | ------------ | ----------------- | --------------------------------------------- |
| Novembre 2025  |            | Falcon Heavy | PPE et HALO       | Déploiement station dans sa version minimale. |
| septembre 2028 | Artemis IV | SLS Block 1B | I-HAB             | I-HAB est lancé avec le vaisseau Orion.       |
| mars 2030      | Artemis V  | SLS Block 1B | ESPRIT            | ….                                            |